# قيقب دلبي كاذب

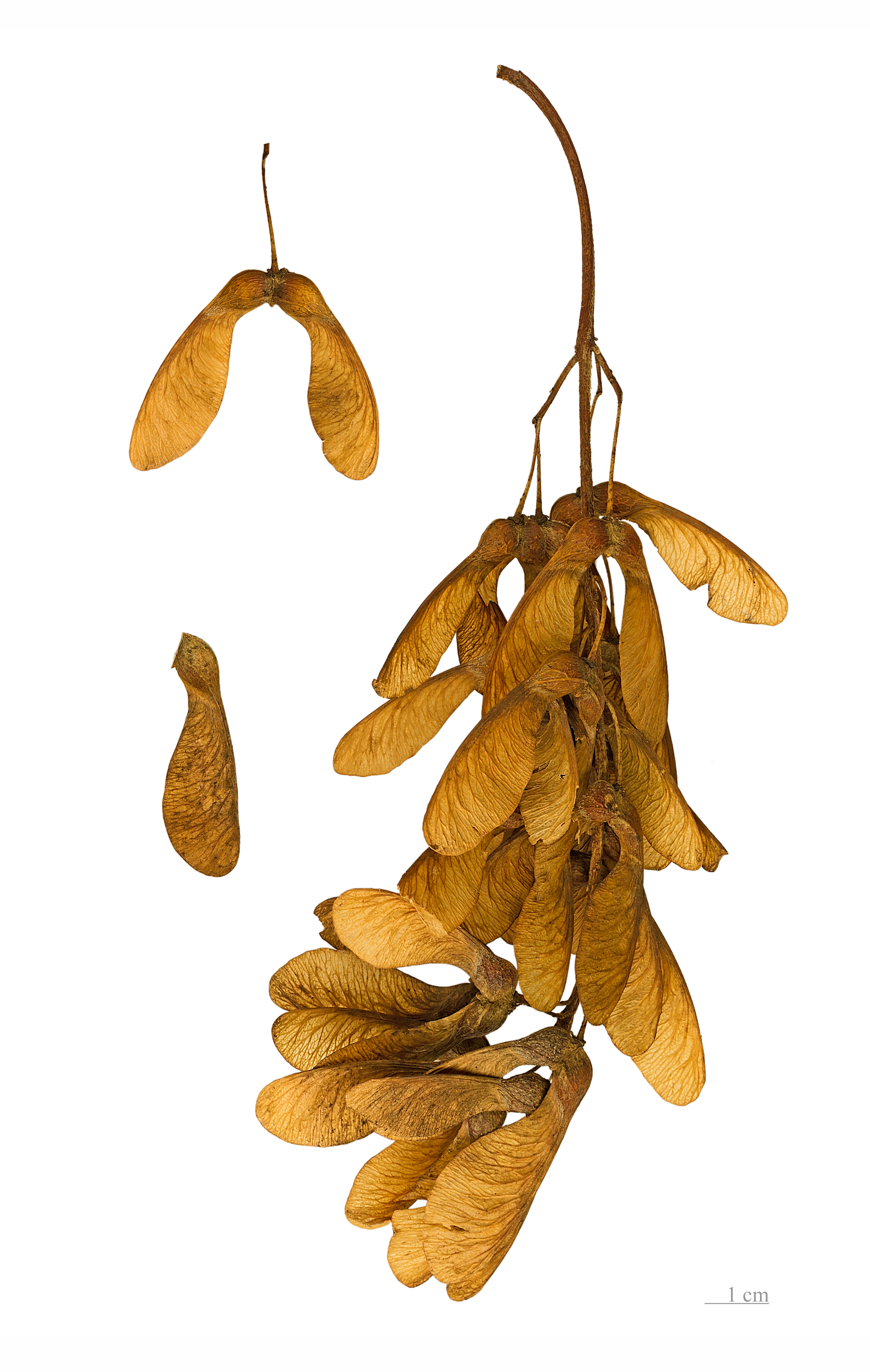
Acer pseudoplatanus

القيقب الدلبي الكاذب نوع نباتي ينتمي إلى جنس القيقب من الفصيلة الصابونية.